# ナポレオン公
ナポレオン公（Prince Napoléon Bonaparte/Prince Napoléon）は、ボナパルト家の皇族の呼び名。2代目以降はボナパルト家当主である。
1. ナポレオン・ジョゼフ・シャルル・ポール・ボナパルト（1822年 - 1891年） - ナポレオン1世の末弟ジェロームの息子。
2. ナポレオン・ヴィクトル・ボナパルト（ナポレオン5世、 1862年 - 1926年） - 上記の息子。
3. ルイ・ナポレオン（ナポレオン6世、1914年 - 1997年） - 上記の息子。
4. シャルル・ナポレオン（ナポレオン7世、1950年 - ） - 上記の息子。